# Gymnocalycium ambatoense
Gymnocalycium ambatoense ist eine Pflanzenart in der Gattung Gymnocalycium aus der Familie der Kakteengewächse (Cactaceae). Das Artepitheton ambatoense verweist auf das Vorkommen der Art in der argentinischen Sierra de Ambato.

## Beschreibung
Gymnocalycium ambatoense wächst einzeln mit abgeflacht kugelförmigen bis kugelförmigen, dunkelgrünen Trieben und erreicht bei Durchmessern von bis zu 15 Zentimetern Wuchshöhen von 5 bis 10 Zentimeter. Es werden mehrheitlich Faserwurzeln ausgebildet. Die neun bis 17 Rippen besitzen deutliche kinnartige Vorsprünge. Die gelblich braunen Dornen werden im Alter etwas rosagrau. Der einzelne Mitteldorn, manchmal fehlt er, manchmal werden bis zu drei ausgebildet, ist gerade oder leicht gebogen, abstehend und 2 bis 5 Zentimeter lang. Die neun bis elf, leicht gebogenen oder abstehenden Randdornen sind bis zu 2,5 Zentimeter lang.
Die glockenförmigen, seidigweißen Blüten besitzen einen hellrosafarbenen Mittelstreifen. Sie erreichen eine Länge von 2,5 bis 4,5 Zentimeter und weisen einen Durchmesser von 3 bis 4 Zentimeter auf. Die dunkelgrünen Früchte sind abgeflacht kugelförmig und bis zu 1,7 Zentimeter lang.

## Verbreitung und Systematik
Gymnocalycium ambatoense ist in der argentinischen Provinz Catamarca in der Sierra de Ambato in Höhenlagen von 900 bis 1100 Metern verbreitet. 
Die Erstbeschreibung erfolgte 1980 durch Jörg Piltz.

## Nachweise